# Миодраг Спирић
Миодаг Спирић (Алексинац, 1920 – 2011) је био српски историчар и етнолог. Рођен је 1920. године у Алексинцу, где је завршио основну школу, нижу гимназију и Учитељску школу. Након Другог светског рата дипломирао је педагошку групу предмета на Филозофском факултету у Београду. Радио је као предавач и директор у више школа. Радни век је завршио као професор Педагошке академије у Алексинцу. Објавио је многобројне стручне студије, од којих му је најзначајнија „Историја Алексинца и околине“ која је објављена у четири тома.

## Књижевни и научни рад[1]
- Историја Алексинца и околине до краја прве владавине кнеза Милоша (1995)
- На путевима хуманости 120 година Црвеног крста Алексинац (1996)
- Гимназија у Алексинцу од 1865. до 1915. године (2006)
- Библиотекарство у Алексинцу и околини од 1866. до 2006. године (2006)
- Алексинац за незаборав: цртежи и фотографије (2006) са фотографом Миодрагом Миладиновићем[2]
- 170 година постојања у народу и за народ алексиначке цркве Свети Никола (2007)
- Историја Алексинца и околине 1-4 (1995, 2002, 2004, 2013 постхумно)[3][4]